# Аслана
Асла́на (рос. Аслана) — село у складі Ялуторовського району Тюменської області, Росія.
Населення — 630 осіб (2010, 750 у 2002).
Національний склад станом на 2002 рік:
- татари — 87 %